# 33688 Meghnabehari
33688 Meghnabehari este o planetă minoră (asteroid) din centura de asteroizi. A fost descoperită pe 13 mai 1999 la Experimental Test Site⁠(d) de Lincoln Near-Earth Asteroid Research. 
Obiectul prezintă o orbită caracterizată de o semiaxă mare de 2,8599093 UAi, o excentricitate de 0,1, o înclinație de 2,97405 ° în raport cu ecliptica.